# I. Rasoherina madagaszkári királynő
I. Rasoherina (Rovan' Ambatomanoina, 1814 – Antananarivo, 1868. április 1.), születési neve: Rabodo(zanakandriana), Madagaszkár királynője (1863–1868) és madagaszkári királyné. Az Imerina-dinasztia tagja. Dzsombe Szudi és Szalima Masamba mohéli királynők rokona.

## Élete

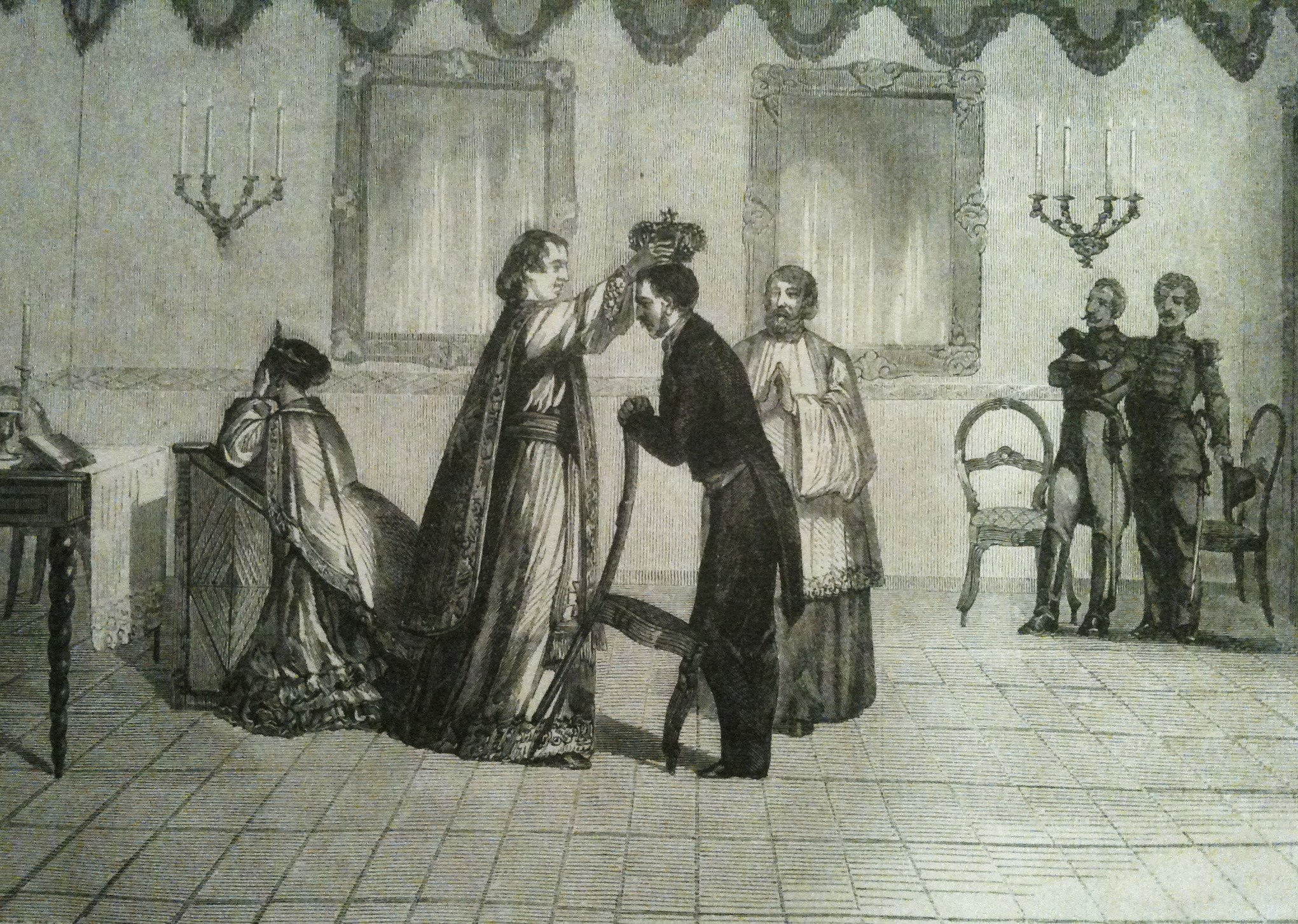
II. Radama koronázása

Anyósa, I. Ranavalona halála után, 1861. augusztus 16-án lépett trónra a férje II. Radama néven. Harmincharmadik születésnapján, 1862. szeptember 23-án a főfeleségével, Rabodo(zanakandriana) királynéval együtt koronázták őket Madagaszkár királyává és királynéjává Antananarivóban. A következő évben azonban, nyolc nappal egyetlen fiának, a házasságon kívül született Jons (János) Radama úrnak a halála (1863. május 4.) után, akinek azonban trónöröklési joga nem volt, május 12-én II. Radamát egy nemesi felkelés során megfojtották, és gyermektelen főfeleségét, Rabodo(zanakandriana) királynét kiáltották ki Madagaszkár új uralkodójának I. Rasoherina néven.